# Hyposaurus
Hyposaurus — рід вимерлих морських дирозаврів крокодилоподібних. Скам'янілості були знайдені в палеоценових породах басейну Іуллеммеден у Західній Африці, кампан-маастрихтської (пізньокрейдяної) формації Шенді в Судані та маастрихтської (пізньокрейдової) до данських (ранній палеоцен) пластів у Нью-Джерсі, Алабама і Південна Кароліна. Ізольовані зуби, схожі на зуби гіпозавра, також були знайдені в танеційських (пізній палеоцен) шарах Вірджинії. Це було пов’язано з дирозавром. Пріоритет виду H. rogersii обговорюється, однак немає жодних підстав для визнання більш ніж одного виду з Північної Америки. Тому інші північноамериканські види (тобто H. fraterculus, H. ferox і H. natator) вважаються nomina vanum (тобто порожні назви).